# Baranowicki Okręg Wojskowy
Baranowicki Okręg Wojskowy (ros. Барановичский военный округ) – ogólnowojskowy, operacyjno-terytorialny związek radzieckich sił zbrojnych.
Został utworzony 9 lipca 1945 poprzez wydzielenie z Białorusko-Litewskiego Okręgu Wojskowego. Obejmował terytorium obwodów baranowickiego, brzeskiego, grodzieńskiego, pińskiego, bobrujskiego, poleskiego i homelskiego. Dowództwo stacjonowało w Bobrujsku. Okręg rozwiązano 4 lutego 1946, jego terytorium włączono do Białoruskiego Okręgu Wojskowego.

## Dowódcy
- Siemion Timoszenko (1945-1946)[1].